# فريق التصدي
فريق التصدي مسلسل أنمي ياباني من إنتاج شركة برودكشن ريد. تم عرض المسلسل لأول مره على تلفزيون فوجي في اليابان في 7 أكتوبر 1983 واستمر عرضه حتى 6 يوليو 1984. تم دبلجة المسلسل للعربية بواسطة مركز الزهرة وتم عرض المسلسل على قناة سبيس تون.

## الممثلون
- رأفت بازو
- زياد الرفاعي
- واصف الحلبي
- منصور السلطي
- محمد خير أبو حسون
- تغريد جرجور
- نضال حمادي
- راميا الإبراهيم
- علياء حويجة
و
- محمد خرماشو

## روابط خارجية
- convertors section at toy archive
- convertors section at counter-x
- Geneon DVD نسخة محفوظة 25 ديسمبر 2005 على موقع واي باك مشين. (Japanese)
- فريق التصدي على موقع IMDb (الإنجليزية)
- فريق التصدي على موقع كينوبويسك (الروسية)
- فريق التصدي على موقع ANN anime (الإنجليزية)